# Hans-Peter Fennel
Hans-Peter Fennel ist ein Brigadegeneral des Heeres der Bundeswehr und Abteilungsleiter Unterstützung im Kommando Heer in der Von-Hardenberg-Kaserne in Strausberg bei Berlin.

## Leben
Fennel trat in die Bundeswehr ein und absolvierte als Offizieranwärter die Offizierausbildung zum Offizier des Truppendienstes. Anschließend hatte er verschiedene Verwendungen im Bereich Logistik. Er absolvierte an der Führungsakademie der Bundeswehr in Hamburg die Ausbildung zum Offizier im Generalstabsdienst. Später wurde Fennel Bataillonskommandeur des Logistikbataillons 461 in der Nibelungen-Kaserne in Walldürn. Diese Dienststellung hatte er bis Herbst 2010 inne, als er das Kommando an seinen Nachfolger Oberstleutnant Volker Kuhlmann übergab. Während der Kommandeurszeit im Logistikbataillon 461 absolvierte er einen Auslandseinsatz der Bundeswehr als Kommandeur des Logistikunterstützungsbataillons in Masar-e Scharif in Afghanistan, Das Kommando hatte er bis 13. März 2010 inne.
Mindestens ab 2018 war Fennel als Oberst im Logistikkommando der Bundeswehr als Abteilungsleiter Planung eingesetzt. Spätestens ab November 2019 war er Referatsleiter Führung Streitkräfte (FüSK) I 4 (Materielle Einsatzbereitschaft, Grundsatz Zulassung Luftfahrzeuge) im Bundesministerium der Verteidigung auf der Hardthöhe in Bonn.
Fennel folgte als Abteilungsleiter Unterstützung im Kommando Heer auf Michael Meinl, der diesen Dienstposten bis November 2021 innehatte. Seit mindestens März 2023 ist Fennel Brigadegeneral.

## Schriften
- Aktuelle Entwicklungen zur Stärkung der multinationalen Logistik. In: Europäische Sicherheit und Technik. Band 56, 2007, S. 46 ff.